# September (film, 2007)
Pour les articles homonymes, voir September.
September est un film dramatique australien réalisé par Peter Carstairs, sorti le 29 novembre 2007 en Australie.

## Synopsis
En 1968 en Australie, Ed, un blanc, (Xavier Samuel) et Paddy,un noir, (Clarence John Ryan) sont les meilleurs amis du monde. Tandis qu'Ed va à l'école, Paddy travaille avec son père Michael (Kelton Pell), sans salaire, à la ferme du père d'Ed, Rick (Kieran Darcy-Smith). Ed et Paddy passent leurs après-midi ensemble en riant, lisant, fumant et en établissant leur propre ring de boxe. Leurs deux familles maintiennent une amitié tout en s'attaquant aux frontières sociales et raciales. Une nouvelle fille, Amelia (Mia Wasikowska) entre dans le voisinage, devenant de plus en plus le centre de l'attention d'Ed. En même temps, quand des fermiers blancs sont finalement forcés à verser des salaires aux ouvriers noirs, l'amitié entre Michael et Rick est déchue comme pour Ed et Paddy qui rêvaient pourtant d'être les rois du ring.

## Fiche technique
- Titre original : September
- Réalisation : Peter Carstairs
- Pays d'origine : Australie
- Format : Couleurs
- Genre : Drame
- Dates de sortie : 
  -  Australie : 29 novembre 2007

## Distribution
- Xavier Samuel : Ed Anderson
- Clarence John Ryan : Paddy
- Kelton Pell : Michael
- Kieran Darcy-Smith : Rick Anderson
- Mia Wasikowska : Amelia
- Morgan Griffin : Heidi